# Багаин
Багаин е титла по времето на Първата българска държава, носена от боляри, които стоят по-ниско по длъжност от боилите. Сведения за титлата се намират в прабългарски надписи от IX век. Багаин означава „пълководец“ или „началник на малък военен отряд“. Веселин Бешевлиев приема, че титлата обозначава класова принадлежност. От преобладаващата употреба на титлата багаин в няколко инвентарни военни надписа става ясно, че тази категория кански люде са носели отговорност за съхранение (и поддържане в готовност) на тежко защитно въоръжение – ризници и шлемове. Няма съмнение, че титлата багаин е носена от военни чинове, които поради особената структура на военизираната българска държава, са съставлявали своеобразна военна каста.